# University of Illinois Chicago
La University of Illinois Chicago, o UIC, è un'università pubblica degli Stati Uniti situata a Chicago. 
È il secondo membro del sistema delle Università dell'Illinois ed è la più grande università di Chicago, servendo circa 26.000 studenti in 15 college, compresa la maggiore scuola di medicina nella nazione, con spese di ricerca che sorpassano i 340 milioni di dollari posizionandola tra le top 50 istituzioni negli USA per spese in ricerca.

## Sport
Le squadre della UIC prendono il nome di UIC Flames e competono nella NCAA Division I Missouri Valley Conference. La squadra di pallacanestro gioca nello UIC Pavillion che è utilizzato anche per concerti.
Il nome Flames deriva dal famoso incendio che ha colpito la città di Chicago e il tributo a quell'evento è rispecchiato anche nella mascotte, il draghetto Sparky D. Dragon.
Le squadre principali sono quelle di pallacanestro, calcio e baseball.